# L'Inondation de Saint-Cloud
L'Inondation de Saint-Cloud est une peinture à l'huile de l'artiste français Paul Huet, qui a été exposée pour la première fois en 1855 à l'Exposition universelle de 1855. L'œuvre est aujourd'hui conservée au musée du Louvre.

## Réception
Eugène Delacroix écrivit un billet le 21 avril exprimant son enthousiasme : « ...Votre Inondation est un chef-d'œuvre. Elle pulvérise la recherche des petits effets à la mode, votre rivière fait également fort bien, et ils sont tous les trois placés de manière à ce qu'ils donnent une vigueur mutuelle... ».